# スピード・オブ・サウンド (アルバム)
『スピード・オブ・サウンド』（英語: Wings at the Speed of Sound）は、1976年に発表されたウイングスのアルバム。

## 概要
本作は、1975年9月〜1976年10月の約1年間に及ぶワールド・ツアーの合間に制作された。
ポール・マッカートニーのバック・バンド的なイメージが強かったウイングスであったが、本作ではバンドとしての個性を強調する為、アルバム収録曲のうち「君のいないノート」「やすらぎの時」をデニー・レイン、「ワイノ・ジュンコ」をジミー・マカロック、「マスト・ドゥ・サムシング」をジョー・イングリッシュ、「クック・オブ・ザ・ハウス」をリンダ・マッカートニーがそれぞれリード・ボーカルを担当している。一方、マッカートニーのヴォーカル曲は、英2位、米で1位（アメリカでは5週）の大ヒットを記録したシングル曲「心のラヴ・ソング」、英2位、米3位「幸せのノック」を含む6曲となっている。
イギリスでは、2位止まりだったが、アメリカでは、全米ツアー中だった事で計7週間第1位に輝いている。ビートルズ解散後、ポール・マッカートニーが最も1位を獲得したアルバムとなった。1976年ビルボード年間チャート3位。

## 収録曲
特記なき楽曲はポール・マッカートニーとリンダ・マッカートニー作詞作曲。

### Side 1
1. 幸せのノック - "Let 'em In"
2. 君のいないノート - "The Note You Never Wrote"
3. 僕のベイビー - "She's My Baby"
4. 愛の証 - "Beware My Love"
5. ワイノ・ジュンコ - "Wino Junko"（ジミー・マカロック / コリン・アレン）

### Side 2
1. 心のラヴ・ソング - "Silly Love Songs"
2. クック・オブ・ザ・ハウス - "Cook of the House"
3. やすらぎの時 - "Time to Hide"（デニー・レイン）
4. マスト・ドゥ・サムシング - "Must Do Something About It"
5. サン・フェリー・アン - "San Ferry Anne"
6. やさしい気持 - "Warm and Beautiful"

### 1993年ポール・マッカートニー・コレクション盤のボーナス・トラック
1. エロイズ - "Walking in the Park with Eloise"（ジェームズ・マッカートニー）
2. ブリッジ・オーヴァー・リヴァー・スイート - "Bridge Over River Suite"
3. サリー・G - "Sally G"